# Deniz Dogan
Deniz Dogan (* 20. Oktober 1979 in Lübeck) ist ein ehemaliger deutsch-türkischer Fußballspieler und heutiger -trainer.

## Karriere

### Als Spieler
Dogan begann seine Karriere beim Eichholzer SV, einem Verein in seinem Geburtsort Lübeck. 2001 wechselte er in die Regionalliga Nord zu den Amateuren des Hamburger SV. Nach einer Saison ging er zum Zweitligisten VfL Osnabrück, mit dem er in die Regionalliga abstieg. Zur Saison 2004/05 wechselte Dogan zum Ligakonkurrenten VfB Lübeck, bei dem er für drei Spielzeiten Stammspieler war.
Am 1. Juni 2007 unterschrieb Dogan zunächst einen Zweijahresvertrag bei Eintracht Braunschweig. In der Saison 2010/11 wurde er mit der Eintracht Meister der 3. Liga und stieg in die 2. Bundesliga auf. Am 36. Spieltag hatte er im Heimspiel gegen den VfB Stuttgart II einen Wadenbeinbruch erlitten. Am 14. Oktober 2011 gab er im Zweitliga-Auswärtsspiel beim SC Paderborn 07 sein Comeback in der Eintracht-Mannschaft. In der Saison 2012/13 stieg er als Tabellenzweiter hinter Hertha BSC mit Eintracht Braunschweig in die Bundesliga auf. In dieser debütierte er am 10. August 2013 (1. Spieltag) bei der 0:1-Niederlage im Heimspiel gegen Werder Bremen. In der Saison 2013/14, in der die Eintracht am Ende abstieg, kam Dogan auf 23 Einsätze. Zu Beginn der neuen Saison in der zweiten Liga kam Dogan auf vier Einsätze, musste dann aber bis zum 22. Spieltag auf einen erneuten Einsatz warten. Danach absolvierte er noch zwei Spiele und beendete dann seine Profikarriere.
Ab der Saison 2015/16 ist er spielender Co-Trainer der zweiten Mannschaft der Braunschweiger Eintracht. Im Oktober 2015 rückte Dogan kurzzeitig wieder in den ersatzgeschwächten Kader der Zweitligamannschaft der Eintracht auf und kam am 16. Oktober 2015 zu seinem letzten Pflichtspieleinsatz für die Profis.

### Als Trainer
Nachdem Dogan bereits drei Spielzeiten als spielender Co-Trainer in der zweiten Mannschaft (U23) von Eintracht Braunschweig aktiv gewesen war, übernahm er zur Saison 2018/19 die Mannschaft, die aufgrund des Abstiegs der Profis in die 3. Liga in die Oberliga Niedersachsen zwangsabsteigen musste, als Cheftrainer von Henning Bürger. Er erhielt einen Vertrag mit einer Laufzeit bis zum 30. Juni 2020. Nach der Saison wurde die U23 vom Spielbetrieb abgemeldet. Daraufhin trainierte Dogan in der Saison 2019/20 die A-Junioren (U19) der Eintracht in der A-Junioren-Regionalliga Nord.
Zur Saison 2020/21 wechselte Dogan als Co-Trainer zu seiner früheren Profistation VfL Osnabrück und unterschrieb dort einen Zweijahresvertrag als Co-Trainer des ebenfalls neu eingestellten Cheftrainers Marco Grote. Mitte Februar 2021 wurden Grote und Dogan nach 7 Niederlagen in Folge und dem Abrutschen auf den 15. Platz freigestellt.

## Privates
Sein Zwillingsbruder Hüseyin Dogan ist ebenfalls Fußballspieler und -trainer und beim SV Sparta Werlte aktiv.

## Erfolge und Auszeichnungen
- Aufstieg in die Bundesliga 2013 mit Eintracht Braunschweig
- Aufstieg in die 2. Bundesliga 2011 mit Eintracht Braunschweig als Meister der 3. Liga
- Spieler des Monats der 3. Liga im Dezember 2010